# 홍용민
홍용민은 구로구의회 라선거구 (신도림동, 구로5동) 국민의힘 구의원이다.